# Alps
Alps (en griego: Άλπεις, transliterar. Alpeis) es una película dramática psicológica griega de 2011 dirigida por Lanthimos. Está protagonizada por Angelikí Papoúlia, Ariane Labed y Aris Servetalis, y fue coescrita por Lanthimos y Efthymis Filippou. 
Se estrenó en competencia en el 68.º Festival Internacional de Cine de Venecia, donde ganó el Premio Osella al mejor guion, y también ganó el Premio de la Competencia Oficial por Nuevas Direcciones en el Cine en el Festival de Cine de Sídney en 2012.

## Reparto
- Angeliki Papoulia como enfermera/"Monte Rosa"
- Aris Servetalis como Ambulancia/"Mont Blanc"
- Ariane Labed como gimnasta
- Johnny Vekris como entrenador
- Efthymis Filippou como propietario de la tienda de iluminación
- Stavros Psyllakis como el padre de la enfermera⁣
- Eftychia Stefanidou como mujer ciega⁣
- Sotiris Papastamatiou como padre del tenista⁣
- Maria Kyrozi como tenista
- Tina Papanikolaou como madre de tenista⁣
- Konstadina Papoulia como la novia del padre de la enfermera⁣
- Nikos Galgadis como novio de tenista⁣